# 센테니얼 라이트

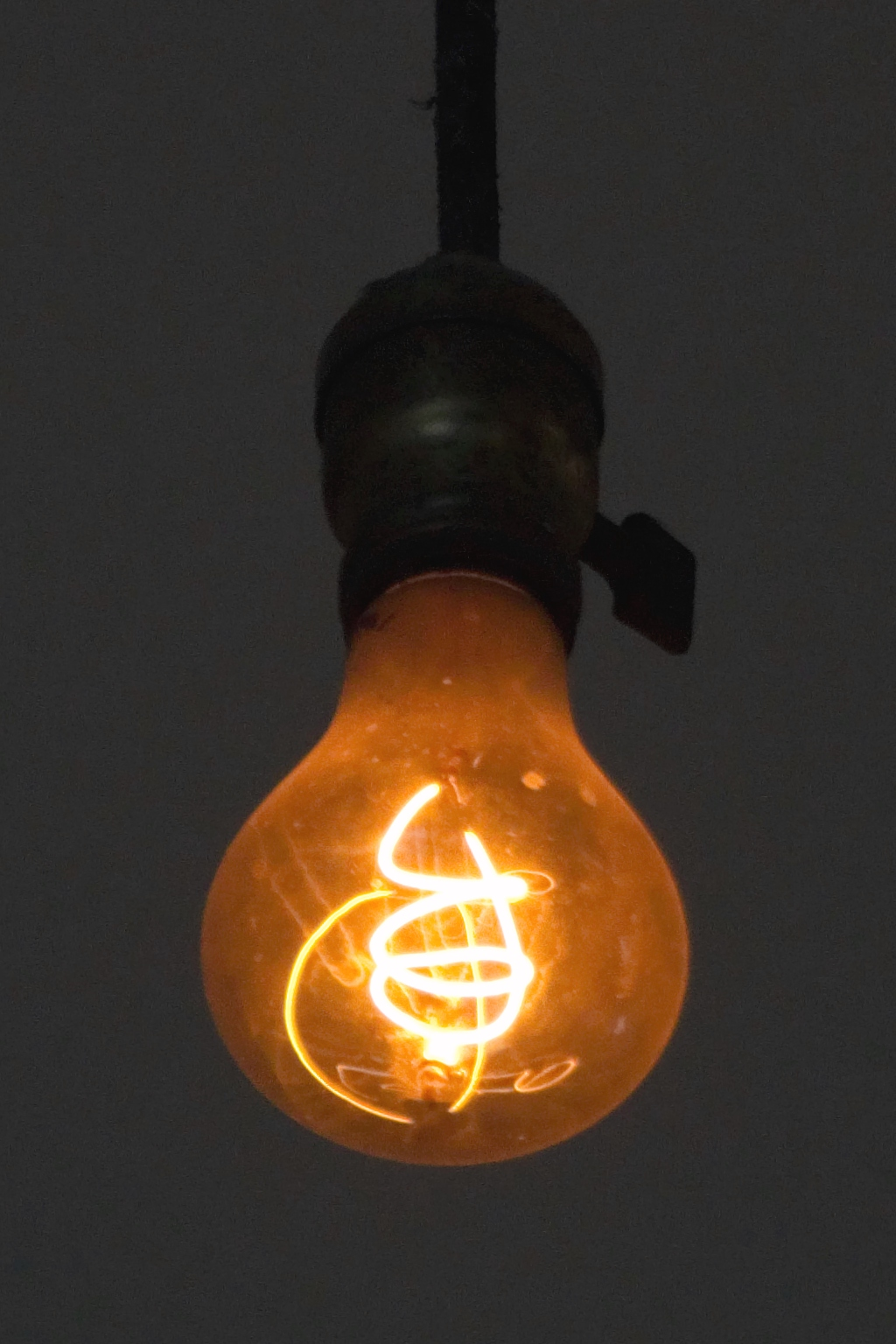
센테니얼 라이트

센테니얼 라이트(영어: Centennial Light)는 세계에서 가장 오랫동안 불이 켜진 백열등이자, 전구이다. 캘리포니아주 리버모어 이스트 애버뉴(East Avenue) 4550번지에 위치해 있으며, 리버모어-플레전턴 소방국(Livermore-Pleasanton Fire Department)이 관리하고 있다. 이 전구는 최소 114년 동안 꾸준히 켜졌고, 지금껏 몇 안되는 시간 동안만 잠시 꺼진 것으로 추측된다. 이 기록으로 전구는 기네스 세계 기록에 실리는 등 공인받게 되었다.

## 역사

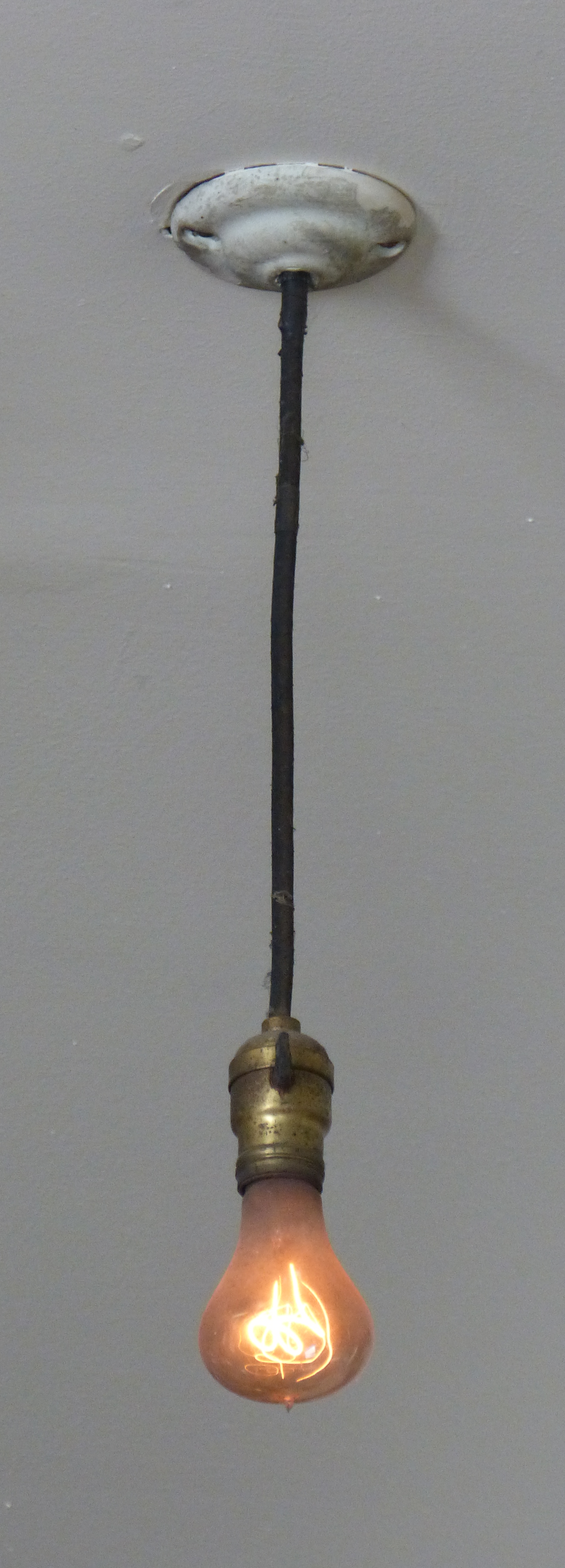
2016년의 센테니얼 라이트.

센테니얼 라이트는 1890년대 오하이오주 셸비에 위치한 셸비 일레트로닉 컴퍼니(Shelby Electric Company)에서 제작한 60 와트 탄소 필라멘트 백열등이다. 손으로 불어 만들어졌으며, 전구의 고안자는 아돌프 A. 샬렛(Adolphe A. Chaillet)이었다. 당시에는 흔한 전구였고, 현재도 작동되는 비슷한 전구들을 찾을 수 있다. 질파 버널 벡(Zylpha Bernal Beck)에 따르면, 1901년에 전구는 그의 아버지 데니스 버널(Dennis Bernal)에 의해 소방서로 기증되었다. 버널은 리버모어 파워 앤 워터 사(Livermore Power and Water Co.)를 갖고 있었고, 그 회사를 처분할 때 전구도 함께 기증했다.
전구는 현재 위치로 오기까지 최소 3곳의 장소에 있었던 것으로 추정된다. 처음에는 L 가(L Street)의 소방용 호스 운반차 보관소에 있었고, 그 후 소방 및 경찰관서에서 사용하기 위해 리버모어 시내의 창고로 옮겨졌다. 소방 부서가 합병되자, 새로 건설된 시청으로 옮겨졌다.
전구가 오랜 시간 동안 작동되었다는 사실을 처음으로 알아낸 사람은 기자 마이크 던스턴(Mike Dunstan)이었다. 1972년 그는 리버모어에 살았던 사람들을 만나 인터뷰를 한 뒤 〈트라이밸리 헤럴드〉에 “아마도 지구에서 가장 오래된 전구”(Light bulb may be earth’s oldest)라는 제목의 기사를 썼다. 던스턴은 사실 확인을 위해 기네스 세계 기록, 《리플리의 믿거나 말거나》와 제너럴 일렉트릭에 연락을 했고, 세 곳 모두 전구가 가장 오래된 것이 맞다고 말했다. 이 기사로 인해 당시 소방서장 커비 슬레이드(Kirby Slate)는 CBS의 프로그램인 《온 더 로드 위드 찰스 쿠럴트》(On the Road with Charles Kuralt)에 출연하여 찰스 쿠럴트와 인터뷰를 하였다.
1976년 소방서는 제6호 소방서(Fire Station #6)로 자리를 옮겼다. 전구를 옮길 당시 합선을 막기 위해 전구를 분리하지 않고 전선을 잘라내어 옮겼다. 이로 인해 “경찰차와 소방차의 호위를 받으며” 이동되고 다시 설치되는 과정에서 약 22분 동안 불이 꺼졌다.
2013년 5월 20일 저녁, 공식 홈페이지에서 제공되는 웹캠을 통해 전구가 불이 꺼졌다는 사실이 알려졌다. 다음날 아침 확인한 결과, 연장 코드를 사용하여 무정전 전원 장치가 제대로 작동되지 않아 전구가 불이 꺼진 것으로 밝혀졌다. 이 사건으로 인해 약 7시간 동안 전구의 불이 꺼졌다가 다시 켜졌다.
현재 리버모어-플레젠턴 소방국과 리버모어 문화유산 협회, 로렌스 리버모어 국립 연구소, 샌디아 국립 연구소의 후원 하에 위원회를 만들어 전구를 관리하고 있다. 전구를 오랫동안 유지하기 위해 지속적이고, 비교적 낮은 전력 공급을 하고 있다. 소방서는 전구의 불이 나갈 경우를 대비해 따로 마련한 대비책이 없다고 밝혔다. 리플리에서는 자신의 박물관에 전시할 것을 제안하기도 했다고 한다.

## 관심
전구는 1972년 텍사스주 포트워스에 위치한 다른 전구를 제치고 《기네스 세계 기록》에 “가장 오래가는 전구”(the Most Durable Light)라는 이름으로 등재되었다. 1988년에서 2006년 사이에는 알 수 없는 이유로 실리지 않았지만, 2007년 이후부터 “가장 오랫동안 빛난 전구”(Longest burning light bulb)라는 이름으로 다시 등재되었다.
NBC, ABC, 폭스, CBS, WB, CNN, NPR와 같은 수많은 언론이 소방서를 방문해 전구에 대해 취재를 했다. 또한 셸비와 앨러미다 군 의회, 캘리포니아주 상·하원, 엘런 타우셔, 바버라 박서, 대통령 조지 W. 부시로부터 축하의 편지와 인증서를 받기도 했다.
PBS의 2003년 다큐멘터리 《리버모어》(Livermore)에 등장하기도 했으며, 또한 2006년에는 《호기심 해결사》의 그랜트 이마하라와 캐리 바이런이 소방서를 직접 방문하기도 했다. 《웨어하우스 13》의 에피소드 "Regrets"에서도 잠깐 언급되었다. 2010년 프랑스·스페인의 다큐멘터리 영화인 《전구 음모 이론》(The Light Bulb Conspiracy)에서는 센테니얼 라이트를 통해 현대 생산되는 전구의 계획적 구식화에 대해 다루었다.

## 같이 보기
- 피버스 카르텔